# Dragon Quest: Dai no Daibōken
Dragon Quest: Dai no Daibōken (jap. DRAGON QUEST -ダイの大冒険-, dt. „Dragon Quest – Dais großes Abenteuer“) ist eine Manga-Serie des Autors Riku Sanjō und des Zeichners Kōji Inada, die von 1989 bis 1996 in Japan erschien. Sie basiert auf dem Videospiel Dragon Quest von 1986, wurde mehrfach als Anime adaptiert und ist in die Genres Abenteuer, Fantasy und Action einzuordnen.

## Inhalt
Der Junge Dai (ダイ) lebt als einziger Mensch unter Dämonen auf der Insel Delmurin. Doch sind die Dämonen, seit der Magier Avan (アバン, Aban) den Dämonenkönig Hadlar (ハドラー, Hadorā) gebannt hat, friedlich. Der Magier und Monster Brass adoptierte Dai. Als eines Tages Avan zurückkehrt, um Dai zu einem Helden auszubilden, taucht Hadlar wieder auf. Er wurde vom Dämonengroßkönig Vearn (バーン, Bān) wiedererweckt. Im Kampf gegen ihn stirbt Avan, als er Dai und seine anderen Schüler schützen will. Nun zieht Dai selbst los, um Avans Mission fortzusetzen und Hadlar und Vearn zu besiegen. Er wird von den anderen Schülern Avans begleitet: der Sohn eines Waffenschmiedes Pop (ポップ, Poppu) und die Priesterin Maam (マァム, Maamu). Später stoßen der zunächst feindlich gesinnte Hyunkel (ヒュンケル, Hyunkeru) und Prinzessin Leona (レオナ, Reona) zu ihnen.
Die Anime Encyclopedia vergleicht die Geschichte mit der von Record of Lodoss War.

## Veröffentlichung
Die Serie erschien erstmals von 1989 bis 1996 im Manga-Magazin Weekly Shōnen Jump des Verlags Shūeisha. Die Kapitel wurden auch in 37 Sammelbänden veröffentlicht. Eine französische Übersetzung erschien bei Editions Tonkam und bei J’ai lu, in Mexiko wurde der Manga von Grupo Editorial Vid veröffentlicht und in Italien von Star Comics.

## Adaptionen

### Fernsehserie
1991 wurde von Tōei Dōga (Toei Animation) unter der Regie von Nobutaka Nishizawa eine 46-teilige Anime-Fernsehserie auf Grundlage des Mangas angefertigt. Die verantwortlichen Produzenten waren Hiroshi Inoue und Yoshio Takami, das Seriendrehbuch schrieb Yoshikata Nitta. Das Charakterdesign entwarf Yasuchika Nagaoka und die künstlerische Leitung lag bei Nobuto Sakamoto. Die Musik wurde komponiert von Kōichi Sugiyama und für den Vorspann verwendete man das Lied Yūsha yo Isoge!! (勇者よ急げ!!). Der Abspann wurde mit Kono Michi Waga Tabi (この道わが旅) unterlegt, die beide Lieder von Jirō Dan gesungen wurden.
Die Erstausstrahlung der Serie fand vom 17. Oktober 1991 bis zum 24. September 1992 bei TBS statt. Der Anime wurde mehrfach im französischen und italienischen Fernsehen sowie im Fernsehen vieler spanischsprachiger Länder gezeigt. Spacetoon sendete eine arabische und der brasilianische Sender SBT eine portugiesische Synchronfassung.

### Filme
Bevor und während die Serie im japanischen Fernsehen lief, wurden drei Filme zum Manga herausgebracht. Für die bei Toei Animation entstandenen Filme wurden die gleichen Synchronsprecher verpflichtet.
- Dragon Quest: Dai no Daibōken (ドラゴンクエスト　ダイの大冒険), 20. Juli 1991
- Dragon Quest: Dai no Daibōken Tachiagare!! Aban no Shito (ドラゴンクエスト　ダイの大冒険　起ち・がれ！！アバンの使徒), 7. März 1992
- Dragon Quest: Dai no Daibōken Buchiyabure!! Shinsei 6 Daishōgun (ドラゴンクエスト　ダイの大冒険　ぶちやぶれ！！新生６大将軍), 11. Juli 1992

### Synchronsprecher
| Rolle            | Japanische Stimme (1991) (Seiyū) | Japanische Stimmen (2020) |
| ---------------- | -------------------------------- | ------------------------- |
| Dai              | Toshiko Fujita                   | Atsumi Tanezaki           |
| Pop              | Keiichi Nanba                    | Toshiyuki Toyonaga        |
| Maam             | Miina Tominaga                   | Mikako Komatsu            |
| Hyunkel          | Hideyuki Hori                    | Yūki Kaji                 |
| Prinzessin Leona | Aya Hisakawa                     | Saori Hayami              |
| Baran            | Unshou Ishizuka                  | Show Hayami               |
| Crocodine        | Banjou Ginga                     | Tomoaki Maeno             |
| Flazzard         | Ken Yamaguchi                    | Tooru Nara                |
| Hadlar           | Takeshi Aono                     | Tomokazu Seki             |
| Matorif          | Shin Aomori                      | Kazuhiro Yamaji           |
| Myst-Vearn       | Keiichi Nanba                    | Takehito Koyasu           |
| Vearn            | Kenji Utsumi                     | Takaya Hashi              |
| Zaboera          | Naoki Tatsuta                    | Mitsuo Iwata              |